# (3396) Muazzez
(3396) Muazzez est un astéroïde de la ceinture principale.

## Description
(3396) Muazzez est un astéroïde de la ceinture principale. Il fut découvert le 15 octobre 1915 à Heidelberg par Max Wolf. Il présente une orbite caractérisée par un demi-grand axe de 3,39 UA, une excentricité de 0,19 et une inclinaison de 8,3° par rapport à l'écliptique.

## Compléments